# Clarisse Nomaye
Clarisse Nomaye, née le 23 juin 1973 à Sarh, est une avocate, auteure et militante des droits humains tchadienne. 

## Biographie
Clarisse Nomaye (née le 23 juin 1973 à Sarh), originaire de Yomi au sud du Tchad, est avocate au barreau de N'Djamena et écrivaine. Elle détient une maîtrise en droit privé de l'Université de Ouagadougou et un master en gestion de projet de la Keller Graduate School of Management à Houston. Elle a travaillé dans diverses organisations et vécu temporairement aux États-Unis. En plus de sa carrière juridique, elle est mère de quatre enfants. Elle est principalement reconnue pour son engagement en faveur des droits des femmes et des personnes vulnérables à travers ses activités professionnelles et littéraires,.
Clarisse Nomaye est lauréate de plusieurs prix littéraires, notamment du Prix littéraire féminin tchadien en 2020 et du Trophée panafricain de la femme de valeur dans la catégorie littérature lors de la 3e édition de Mwasi Ya Talo à Kinshasa, en République Démocratique du Congo.

## Œuvres
- L’amitié sans frontière, Edilivres, 2012
- Une famille absolument, Edilivres, 2016
- Les Chroniques de Tamti, Salon des Belles Lettres, 2019[1]

## Prix et distinctions
- Prix littéraire féminin tchadien 2020[7]

- Lauréate du trophée panafricain de la femme de valeur en 2021[8].